# 5-я лёгкая пехотная дивизия (вермахт)
5-я лёгкая пехотная дивизия (нем. 5. Infanterie-Division, 5. leichte Infanterie-Division, 5. Jäger-Division) — тактическое соединение сухопутных войск вооружённых сил нацистской Германии.
Принимала участие во Второй мировой войне. Сформирована как типовая пехотная дивизия в 1934 году, принадлежала к первой волне мобилизации. Приняла участие во французской кампании 1940 года и нападении на СССР. В ноябре 1941 года переименована в 5-ю лёгкую пехотную дивизию (нем. 5. leichte-Infanterie-Division), в июле 1942 года — в 5-ю егерскую дивизию (нем. 5. Jäger-Division). В дальнейшем дивизия воевала на центральном участке Восточного фронта вплоть до своего разгрома в апреле 1945 года в ходе Берлинской операции советских войск.

## История формирования
Дивизия была сформирована в октябре 1934 года в Ульме на основе 14-го Баденского пехотного полка 5-й пехотной дивизии рейхсвера. Первоначально в целях дезинформации штаб дивизии носил название «военное управление Ульма», затем «командование Ульма». Когда в октябре 1935 года официально было объявлено о создании вермахта, дивизия стала именоваться 5-й пехотной и была подчинена командованию 5-го корпусного округа. В состав дивизии вошли 14-й, 56-й и 75-й пехотные полки.

## Боевой путь
Во время подготовки к боевым действиям против Чехословакии во время Судетского кризиса 1938 года 5-я пехотная дивизия в составе своего 5-го армейского корпуса вошла в состав 12-й армии, развернутой в южной части Баварии. Накануне вторжения в Польшу в 1939 году дивизия была мобилизована в первой волне и развернута на Западном фронте в составе 12-го армейского корпуса 7-й армии на Верхнем Рейне. В ходе французской кампании 1940 года дивизия действовала в составе 6-го армейского корпуса, подчинённого командованию 2-й армии из состава группы армий «А». До марта 1941 года дивизия находилась во Франции. В апреле 1941 года дивизию перебросили в Восточную Пруссию для подготовки к вторжению в Советский Союз.

### Операция «Барбаросса»
25 июля 1941 года против частей 5 пд, засевших в укреплениях полевого типа (блиндажи, окопы полного профиля) на выс. 213.7 , Ерши, Гарицы, Савенки, Б. Возмище и М. Возмище вели упорные бои в районе Выдра — Водковая части советской 144-й дивизии.
11 августа 1941 года 120-й гаубичный артиллерийский полк (гап) под командованием полковника Н.И. Лопуховского, действуя в составе 19-й армии И.С. Конева, наряду с другими артчастями, огнем обеспечивал прорыв из вражеского тыла группы генерал-лейтенанта И.В. Болдина. Артподготовка началась в 7 часов утра. Навстречу группе нанесли удар части 166-й сд. В 12.50 в районе Приглово (15 км севернее Капыревщина) им удалось соединиться. Согласно донесению, части 19-й армии и группы Болдина совместным ударом с фронта и тыла за день боя уничтожили до 2 тыс. человек из состава 5-й пехотной дивизии, одну батарею и до 80 автомашин 900-й учебной моторизованной бригады противника. Группа Болдина численностью около 1500 человек с тремя орудиями и большим обозом вышла из окружения и сосредоточилась в районе совхоза Неелово.

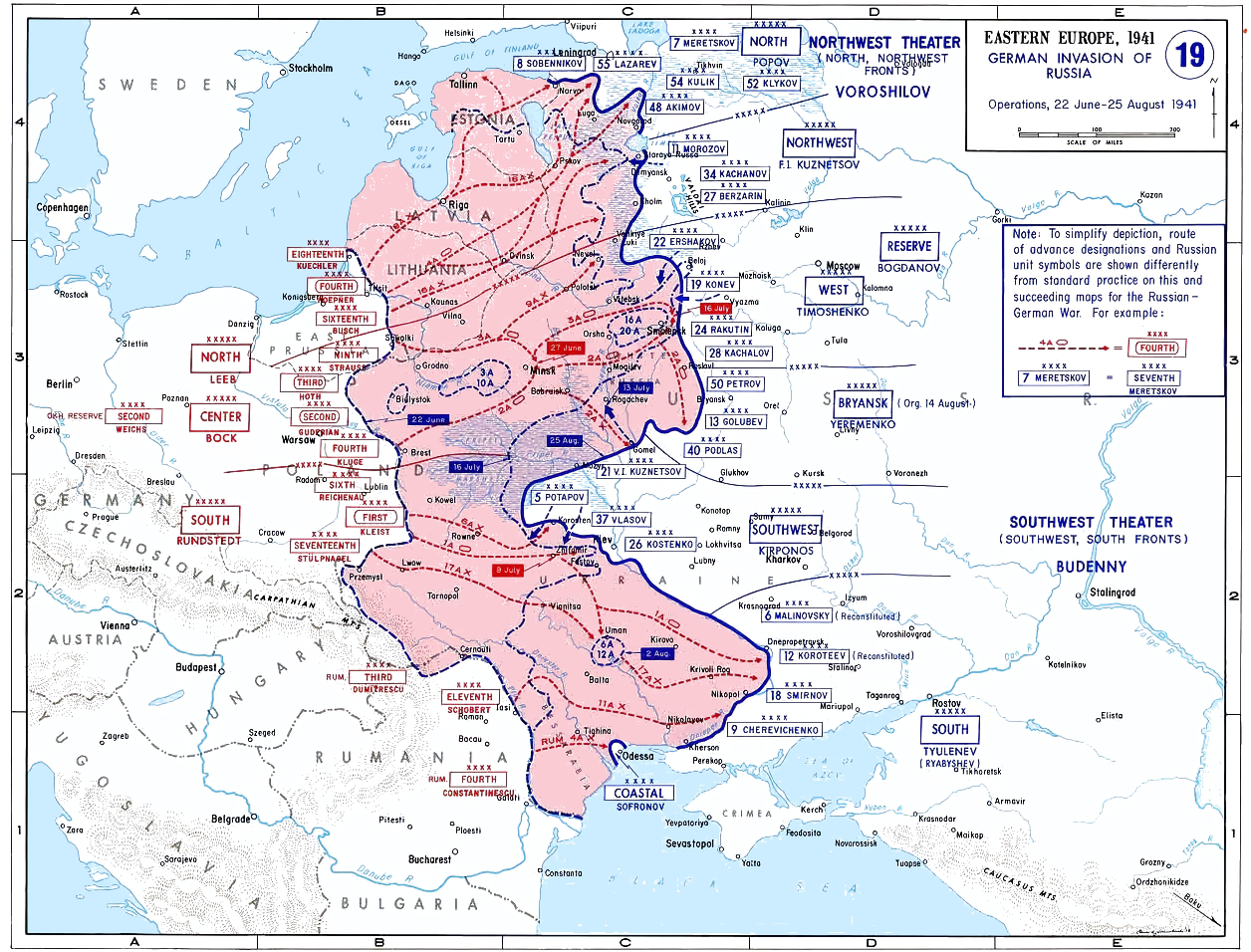
Июль-сентябрь 1941

### Операция «Тайфун»

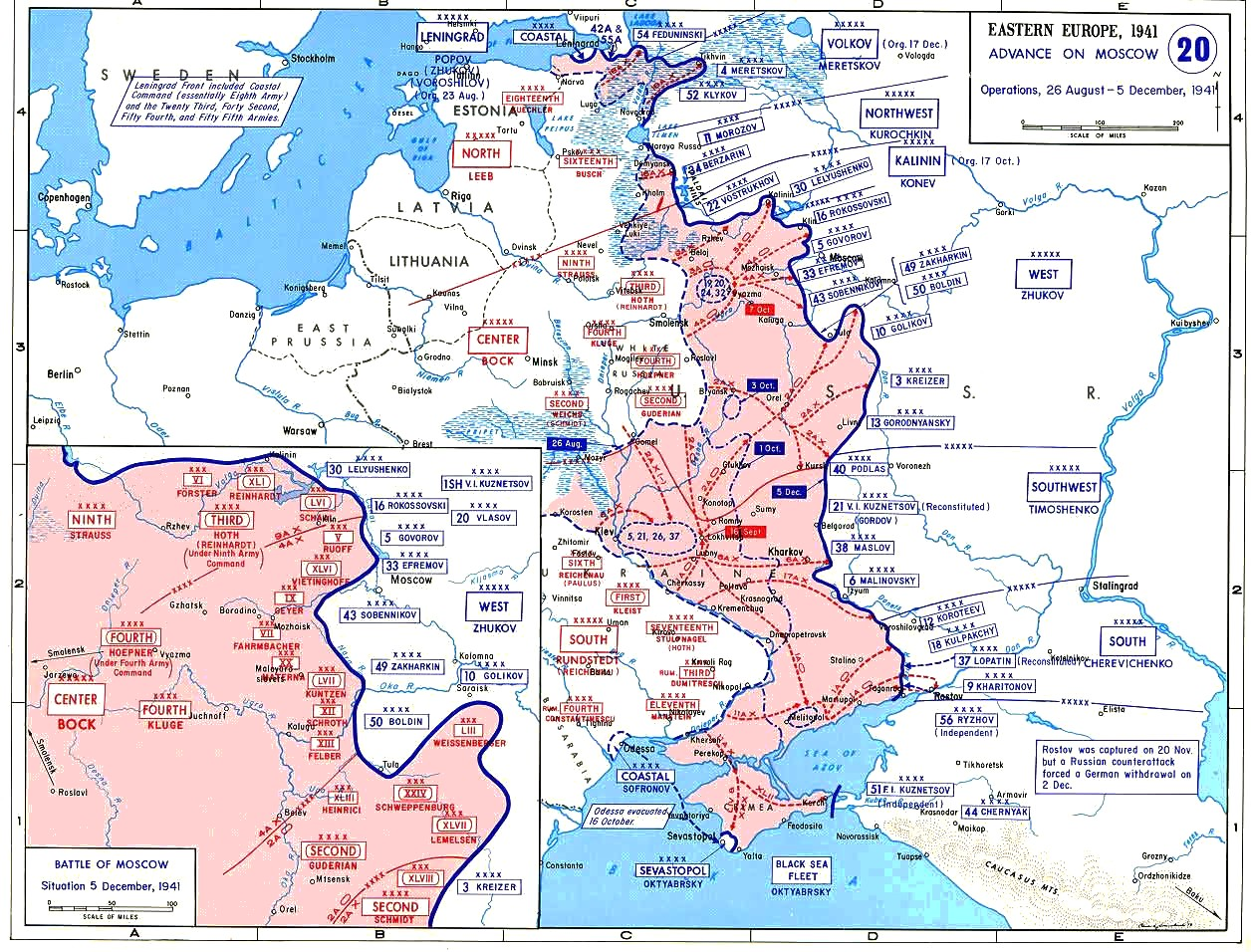
Операция «Тайфун»

В начале октября 1941 года 5-й армейский корпус в составе 35-й, 5-й и 106-й пехотных дивизий вели наступление на 244-ю стрелковую дивизию. Корпус прикрывал правый фланг наступающего на Вязьму 56-го моторизованного корпуса. Наступление значительных сил танков и пехоты корпуса сдерживала 244-я дивизия, поддержанная артиллерийскими и миномётными частями, которая стойко держалась всю первую половину дня. К 15:00 части корпуса вынудили 244-ю дивизию отойти на рубеж Гунино — Шатуны — Борники.
Она действовала в составе «родного» 5-го корпуса 9-й армии группы армий «Центр» на московском направлении. В ноябре дивизия была выведена во Францию и переформирована в 5-ю лёгкую пехотную дивизию для действий в условиях низкогорья, причем 14-й пехотный полк был передан в состав 78-й пехотной дивизии. В 1942 году дивизия вернулась в подчинение группы армий «Центр», участвуя в деблокаде группировки, окруженной в районе Демянска. В июле 1942 года дивизия была реорганизована в 5-ю егерскую дивизию. В 1943 году дивизия держала оборону в районе Старой Руссы, действуя в составе разных корпусов 16-й армии группы армий «Север». В январе 1944 года дивизия была передана в группу армий «Центр». В июне 1944 года дивизия находилась в составе 2-й армии в районе Ковеля, то есть южнее направления главного удара в ходе операции «Багратион», благодаря чему избежала разгрома. В августе дивизия была задействована в безуспешных попытках затормозить советское наступление к границам Рейха. В 1945 года дивизия в составе группы армий «Висла» держала оборону на Висле, затем на Одере и была разгромлена в ходе Берлинской операции советских войск.

## Организация
1941 год

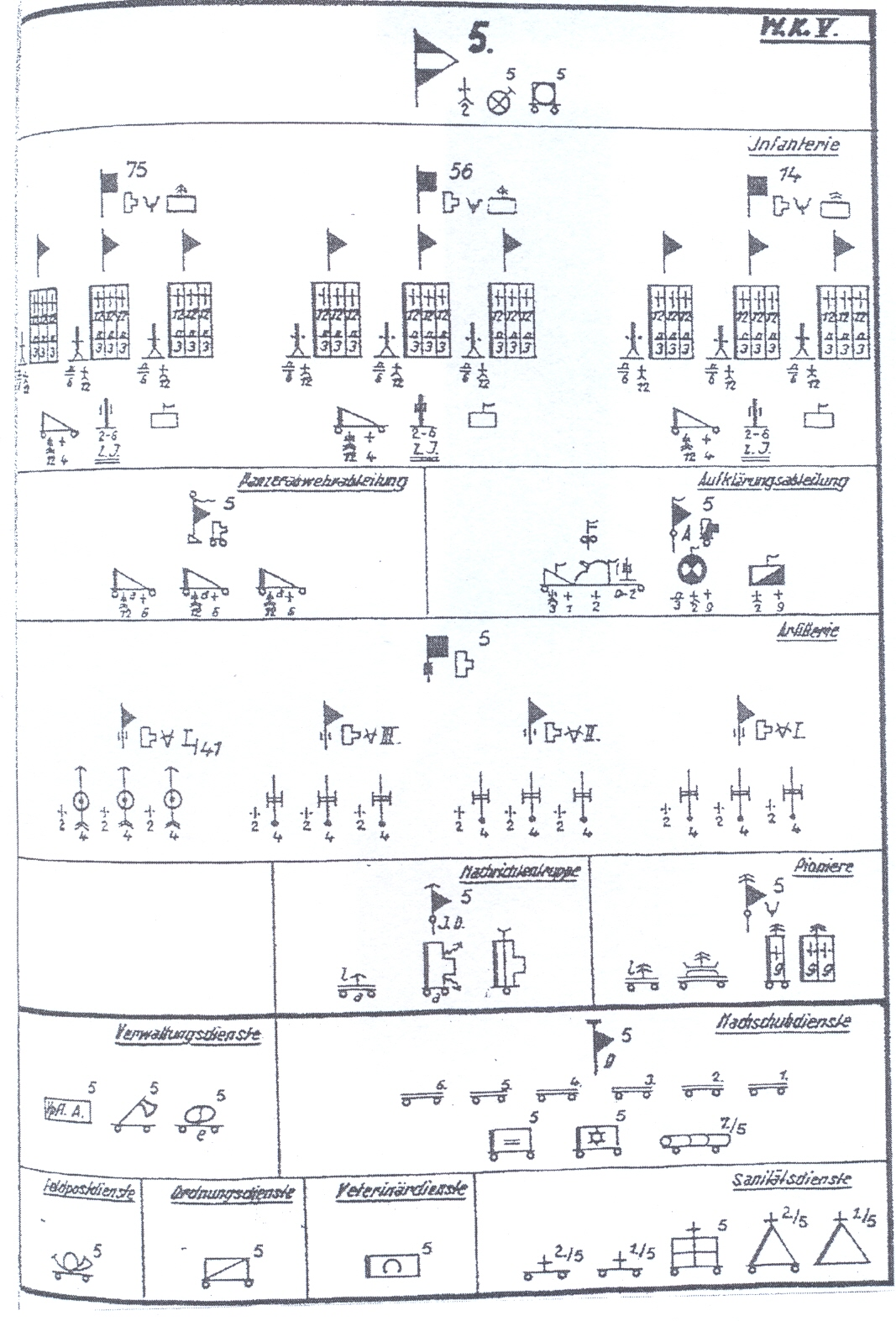
Организационно-штатная структура 5-й пехотной дивизии, 1940 год.

- 14-й пехотный полк (Infanterie-Regiment 14)
- 56-й пехотный полк (Infanterie-Regiment 56)
- 75-й пехотный полк (Infanterie-Regiment 75)
- 5-й артиллерийский полк (Artillerie-Regiment 5)
- 1-й батальон 41-го артиллерийского полка
- 5-й противотанковый артиллерийский дивизион
- 5-й разведывательный батальон (Aufklärungs-Abteilung 5)
- 5-й батальон связи (Nachrichten-Abteilung 5)
- 5-й сапёрный батальон (Pionier-Bataillon 5)
- 5-й запасной батальон (Feldersatz-Bataillon 5)
- части снабжения 5-й пехотной дивизии

1942 год
- 56-й лёгкий пехотный полк
- 75-й лёгкий пехотный полк
- 5-й артиллерийский полк
- 1-й батальон 41-го артиллерийского полка
- 5-й противотанковый артиллерийский дивизион
- 5-й разведывательный батальон (Radfahrabteilung 5)
- 5-й батальон связи
- 5-й сапёрный батальон
- 5-й запасной батальон
- войска снабжения 5-й лёгкой пехотной дивизии

1943 год
- 56-й егерский полк (Jäger-Regiment 56)
- 75-й егерский полк (Jäger-Regiment 75)
- 5-й артиллерийский полк
- 5-й противотанковый дивизион (Panzerjäger-Abteilung 5)
- 5-й разведывательный батальон
- 5-й сапёрный батальон
- 5-й батальон связи
- 5-й запасной батальон
- части снабжения 5-й егерской дивизии

## Командиры дивизии
- генерал-майор (с 1 августа 1936 - генерал-лейтенант) Ойген Хан (1 октября 1934 — 10 августа 1938 / умер)
- генерал-майор (с 31 мая 1939 - генерал-лейтенант) Вильгельм Фармбахер (15 августа 1938 — 25 октября 1940)
- генерал-майор (с 1 августа 1942 - генерал-лейтенант) Карл Альмендингер (25 октября 1940 — 4 января 1943)
- оберст (с 1 марта 1943 - генерал-майор; с 1 сентября 1943 - генерал-лейтенант) Хельмут Тумм (4 января 1943 — 1 марта 1944)
- оберст (с 1 августа 1944 - генерал-майор) Йоганнес Гитнер (1 марта 1944 — 30 июня 1944)
- генерал-лейтенант Хельмут Тумм (30 июня 1944 — 1 ноября 1944)
- генерал-лейтенант Фридрих Зикст (1 ноября 1944 — 19 апреля 1945)
- генерал-лейтенант Эдмунд Блаурок (19 апреля 1945 — 3 мая 1945)

## Награждённые Рыцарским крестом Железного креста

### Рыцарский Крест Железного креста (35)
- Вильгельм Фармбахер, 24.06.1940 — генерал-лейтенант, командир 5-й пехотной дивизии
- Альберт Брахат, 04.07.1940 — фельдфебель, командир взвода 1-й роты 14-го пехотного полка
- Хорст Нимак, 13.07.1940 — ротмистр, командир 5-го разведывательного батальона
- Хельмут Тумм, 30.06.1941 — оберстлейтенант, командир 56-го пехотного полка
- Карл Альмендингер, 17.07.1941 — генерал-майор, командир 5-й пехотной дивизии
- Адольф Хайнле, 22.09.1941 — обер-вахмистр, командир пулемётного отделения 2-й роты 5-го разведывательного батальона
- Вальтер Йост, 31.03.1942 — полковник, командир 75-го пехотного полка
- Макс Захсенхаймер, 05.04.1942 — капитан, командир 2-го батальона 75-го лёгкого пехотного полка
- Франц Випфлер, 15.05.1942 — фельдфебель, командир взвода 11-й роты 56-го лёгкого пехотного полка
- Гюнтер Хильт, 14.09.1942 — обер-лейтенант резерва, командир 7-й роты 56-го лёгкого пехотного полка
- Курт-Герман фрайхерр фон Мюлен, 06.11.1942 — оберстлейтенант, командир 75-го лёгкого пехотного полка
- Антон Виндбиль, 21.11.1942 — капитан, командир 3-го батальона 56-го лёгкого пехотного полка
- Гюнтер фон Фалькенхайн, 25.11.1942 — лейтенант, командир 7-й роты 75-го лёгкого пехотного полка
- Отто Дозер, 14.03.1943 — обер-егерь, командир взвода 7-й роты 75-го лёгкого пехотного полка
- Вальтер Брукер, 16.04.1943 — капитан, командир 3-го батальона 56-го лёгкого пехотного полка
- Ганс Вагнер, 18.04.1943 — полковник, командир 5-го артиллерийского полка
- Вернер Райх, 18.04.1943 — обер-лейтенант, командир 3-й роты 5-го сапёрного батальона
- Георг Хахтель, 30.04.1943 — полковник, командир 56-го лёгкого пехотного полка
- Ульрих фон Хауфф, 31.01.1944 — капитан, командир 3-го батальона 75-го лёгкого пехотного полка
- Андреас Грайнер, 06.02.1944 — обер-егерь, командир взвода 8-й роты 75-го лёгкого пехотного полка
- Фриц Керхер, 06.03.1944 — лейтенант, командир взвода 1-й роты 5-го противотанкового батальона
- Эмиль Бойерле, 04.05.1944 — обер-лейтенант резерва, командир 8-й роты 56-го лёгкого пехотного полка
- Эрих Клир, 04.05.1944 — обер-лейтенант резерва, командир 5-й роты 56-го лёгкого пехотного полка
- Хельмут Реншлер, 15.05.1944 — обер-лейтенант резерва, командир 1-й батареи 5-го артиллерийского полка
- Зигфрид Фукс, 15.05.1944 — фельдфебель, командир взвода 12-й роты 75-го лёгкого пехотного полка
- Ханс Кунерт, 23.08.1944 — лейтенант резерва, передовой наблюдатель 4-й батареи 5-го артиллерийского полка
- Герберт Гризингер, 02.09.1944 — обер-егерь, командир отделения 56-го лёгкого пехотного полка
- Эдуард Хуг, 02.09.1944 — обер-ефрейтор, пулемётчик 1-й роты 75-го лёгкого пехотного полка
- Теодор Оссеге, 05.09.1944 — обер-егерь, командир отделения 1-й роты 56-го лёгкого пехотного полка
- Куно Ципфель, 10.09.1944 — фельдфебель, командир взвода 1-й роты 56-го лёгкого пехотного полка
- Флориан Кофлер, 16.11.1944 — майор, командир 2-го батальона 56-го лёгкого пехотного полка
- Герберт Фольке, 16.11.1944 — обер-вахмистр, командир взвода 1-й роты 5-го разведывательного батальона
- Георг Шмидт, 09.12.1944 — обер-лейтенант, командир 6-й роты 56-го лёгкого пехотного полка
- Рудольф Отт, 28.02.1945 — полковник, командир 56-го лёгкого пехотного полка
- Вальтер Крайнц, 17.04.1945 — обер-ефрейтор 3-го батальона 75-го лёгкого пехотного полка

### Рыцарский Крест Железного креста с Дубовыми листьями (7)
- Хорст Нимак (№ 30), 10.08.1941 — ротмистр, командир 5-го разведывательного батальона
- Карл Альмендингер (№ 153), 13.12.1942 — генерал-лейтенант, командир 5-й легкопехотной дивизии
- Хельмут Тумм (№ 166), 23.12.1942 — полковник, командир 56-го лёгкого пехотного полка
- Гюнтер Хильт (№ 386), 08.02.1944 — капитан резерва, командир 3-го батальона 56-го лёгкого пехотного полка
- Макс Захсенхаймер (№ 472), 14.05.1944 — майор, командир 75-го лёгкого пехотного полка
- Хельмут Реншлер (№ 770), 11.03.1945 — капитан резерва, командир 1-й батареи 5-го артиллерийского полка
- Фридрих Зикст (№ 772), 11.03.1945 — генерал-лейтенант, командир 5-й легкопехотной дивизии